# Malmeomyces pulchellus
Malmeomyces pulchellus är en svampart som beskrevs av Karl Starbäck 1899. Malmeomyces pulchellus ingår i släktet Malmeomyces och familjen Niessliaceae.   Inga underarter finns listade i Catalogue of Life.